# За душата
„За душата“ (на английски: Soul) е американски компютърна анимация от 2020 година, продуциран от Пиксар Анимейшън Студиос и е разпространен от Уолт Дисни Пикчърс. Режисиран е от Пийт Доктър и е сърежисиран от Кемп Пауърс, озвучаващия състав се състои от Джейми Фокс, Тина Фей, Греъм Нортън, Рейчъл Хаус, Алис Брага, Ричард Айоаде, Филися Рашад, Донъл Роулингс, Куестлав и Анджела Басет. Историята проследява учител по музика в средното училище на име Джо Гарднър, който се стреми да събере душата и тялото си, след като случайно са разделени, точно преди голямата му почивка като джаз музикант. „За душата“ е първият филм на Пиксар, в който участва афро-американски герой.
Доктър започва да развива филма през 2016 г., като работи от своите съзерцания върху произхода на човешките личности и концепцията за детерминизъм. Той е съавтор на сценария с Майк Джоунс и Пауърс. Продуцентите на филма се консултират с различни джаз музиканти, включително Хърби Ханкок и Тери Лин Карингтън, и анимират музикалните му сцени, използвайки сесиите на музиканта Джон Батист като източник. Освен оригиналните джаз композиции на Батист, музикантите Трент Резнор и Атикус Рос също участват в партитурата на филма.
Филмът прави премиера в Лондонския филмов фестивал на 11 октомври 2020 г. Той трябваше да бъде пуснат театрално на 20 ноември 2020 г., но бе отменен в Съединените щати в отговор на продължаващата пандемия COVID-19. Вместо това филмът беше пуснат в стрийм на Disney+ на 25 декември 2020 г., но театрално беше пуснат в страни без услугата за стрийминг. Това стана първият пълнометражен филм от Pixar, който не получи широко театрално издание и първият, който се таксува като Disney+ Original. Филмът получи много положителни отзиви от критиците с похвали за анимацията, историята, гласовата игра и музиката. Той е получил множество награди и номинации. В 93-те награди „Оскар“, филмът е номиниран в три категории, той печели за най-добър анимационен филм и най-добра музика. Филмът също получи наградите за най-добър анимационен филм и най-добра музика в наградите „Златен глобус“, БАФТА и „Изборът на критиците“.